# Degehabur (woreda)
Pour les articles homonymes, voir Degehabur (homonymie).
Degehabur (ou Dhagaxbuur) est un woreda de la zone Jarar, dans la région Somali, en Éthiopie.
En 2007, le woreda a 115 555 habitants parmi lesquels 30 027 personnes habitent la ville de Degehabur.

## Situation
La ville de Degehabur, centre administratif du woreda et capitale de la zone Jarar, se trouve autour de 1 060 m d'altitude, à 166 km au sud de Djidjiga par l'A10.
Le woreda est traversé par la rivière Fafen et fait partie du bassin versant du Chébéli[à vérifier].
Il est limitrophe de la zone Misraq Hararghe de la région Oromia et des zones Fafan et Korahe de la région Somali. 
Il est bordé de plus par le woreda Degehamedo à l'ouest et par les woredas Aware et Gunagado à l'est.

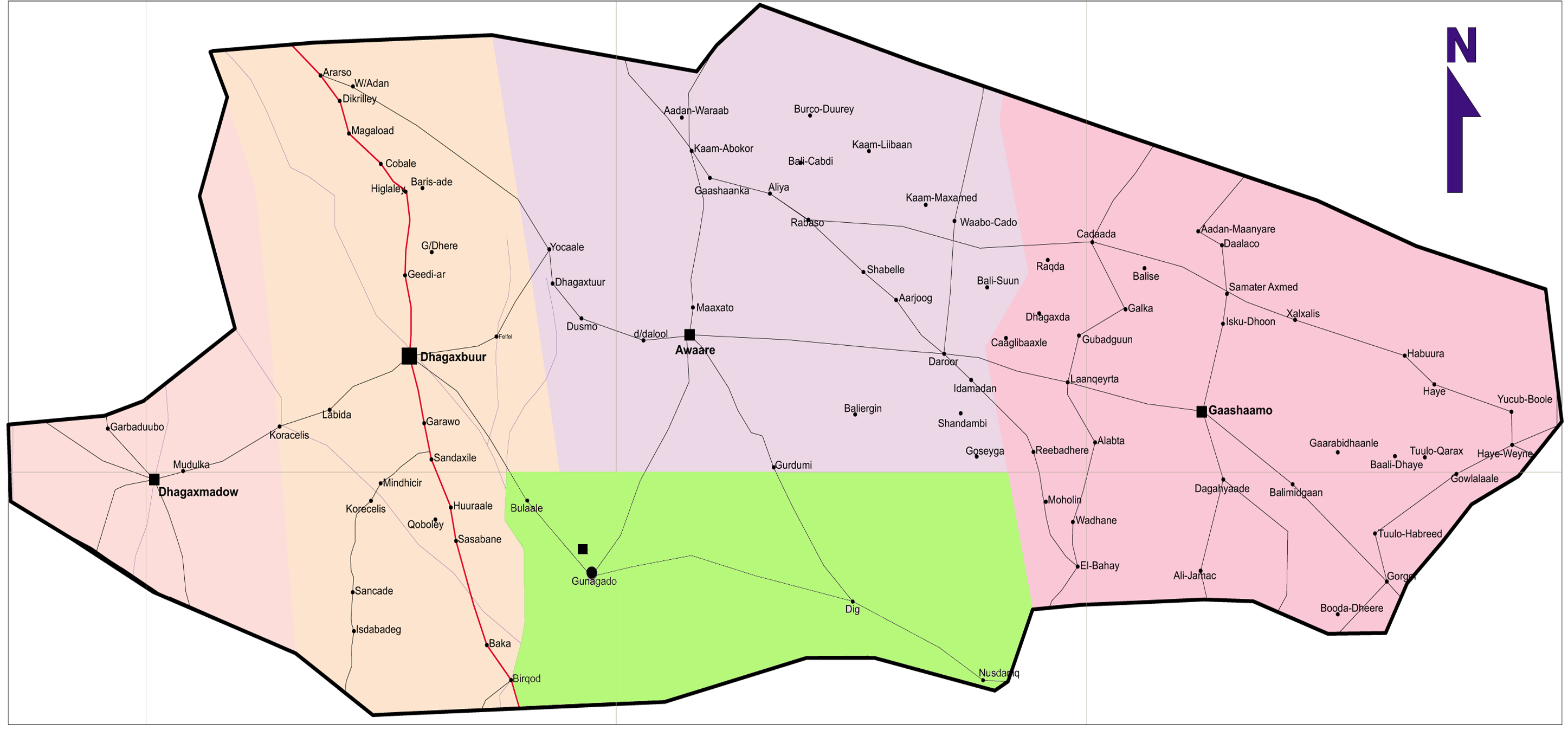
Situation du woreda Degehabur dans la zone Jarar.

- Situation du woreda Degehabur dans la zone Jarar.

## Histoire
L'attaque des champs pétrolifères d'Abole a lieu dans le woreda en 2007. La localité d'Abole (aussi appelée Obole) se trouve sur l'A10 une quarantaine de kilomètres au nord de Degehabur.

## Population
Le woreda Degehabur compte 115 555 habitants au recensement de 2007 dont 26 % de population urbaine correspondant aux 30 027 habitants de la ville Degehabur,.
En 2021, en attendant les résultats d'un nouveau recensement, la population du woreda est estimée par projection des taux de 2007 à 136 493 personnes.